# Ugia hecate
Ugia hecate är en fjärilsart som beskrevs av Holland 1894. Ugia hecate ingår i släktet Ugia och familjen nattflyn. Inga underarter finns listade i Catalogue of Life.